# Bánh trứng gà non
Bánh trứng gà non là một loại bánh có hình trứng gà phổ biến tại Hồng Kông và Ma Cao, thành phần chính bao gồm trứng gà trộn với bột nhão đem nướng bằng chảo hai mặt có hình quả trứng gà non. Món ăn này thường được dùng nóng, thường là ăn luôn hoặc có thể dùng kèm với trái cây và các hương vị khác như dâu tây, dừa hoặc sô-cô-la. Tên của bánh bắt nguồn từ tiếng Quảng Đông, kê đản tử (雞蛋仔), (tiếng Anh: egg puff, bubble waffle, eggette, pancake balls, pancake waffle, egglet, và puffle). Thi thoảng loại bánh này còn được gọi là bánh Hong Kong ở các Chinatown trên đất Mỹ, đặc biệt là tại New York. Một miếng bánh trứng gà nướng có thể có 20 đến 35 viên kê gà trong đó.
Bánh trứng gà non là một trong những món ăn vặt đường phố phổ biến nhất tại Hong Kong và được xếp hạng nhất trong danh sách. Món bánh này được ưa chuộng kể từ khi thâm nhập thị trường vào những năm 1950, khi đó được nướng bằng lò than và bán trên những kiot đường phố tại Hong Kong.

## Lịch sử
Nguồn gốc bánh trứng gà non chưa được xác định rõ, dù cho món này đã in sâu vào trong tiềm thức dân Hong Kong các thế hệ. Một lưu truyền nói rằng các thương nhân thời hậu chiến tạo khuôn bánh hình trứng gà non để nướng bánh dùng bột không có trứng, thời đó trứng là một mặt hàng xa xỉ. Một giai thoại khác kể rằng những người bán hàng rong lề đường mua trứng hỏng giá rẻ, sau đó trộn với bột để làm bánh nên sau này bánh có màu vàng. Cần lưu ý rằng chảo rán có khuôn hình trứng gà non rất giống với chảo của phương Tây có hình ô vuông cũng dùng để làm bánh quế nướng. Ngày nay cả 2 loại bánh này thường được bán cùng tại cùng một quầy." Cũng có chuyện kể rằng một cửa hàng bán đồ ăn vặt không muốn vứt những quả trứng vỡ đi nên trộn trứng với bột mì rồi đem nướng.

## Chế biến

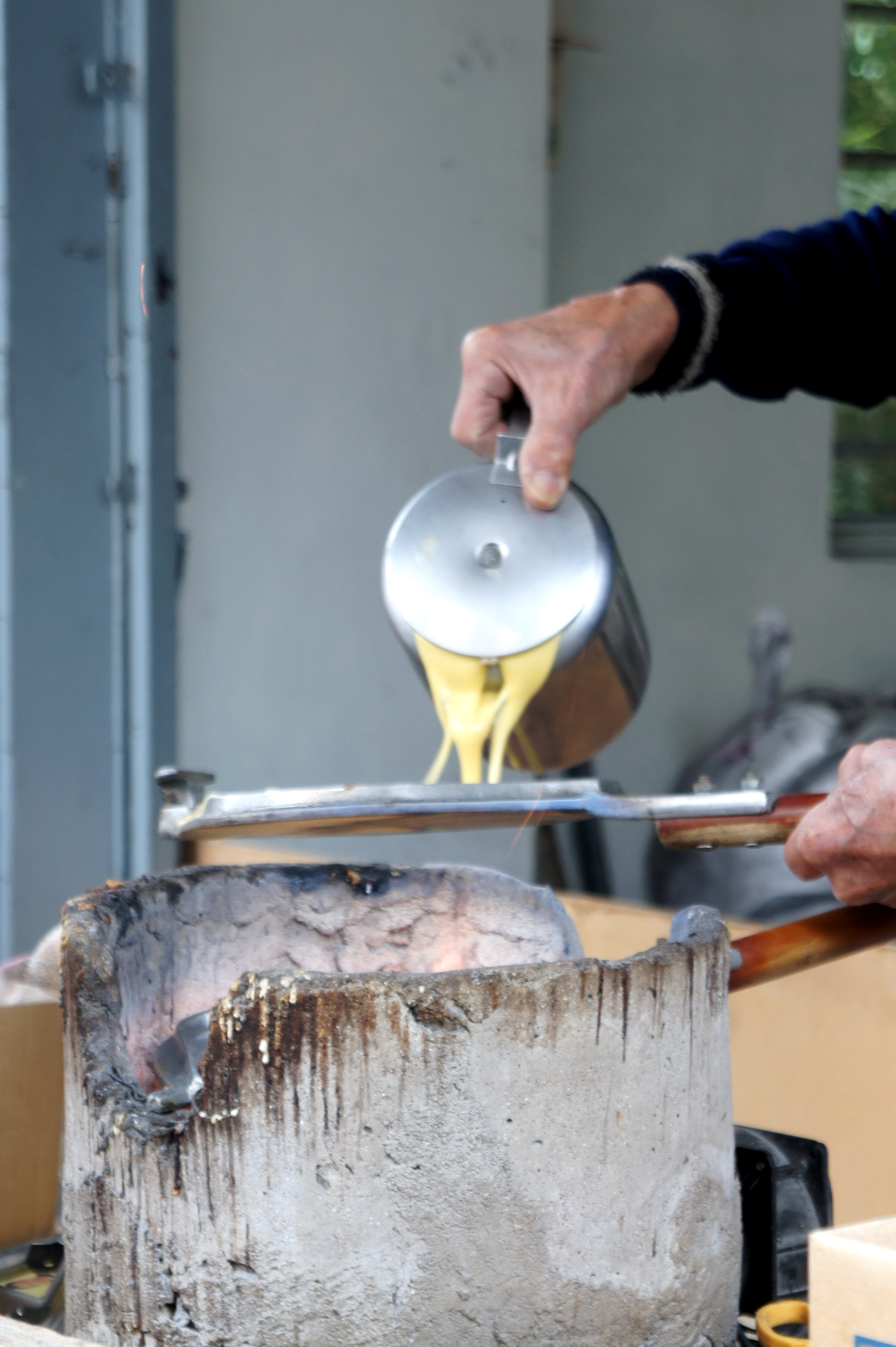

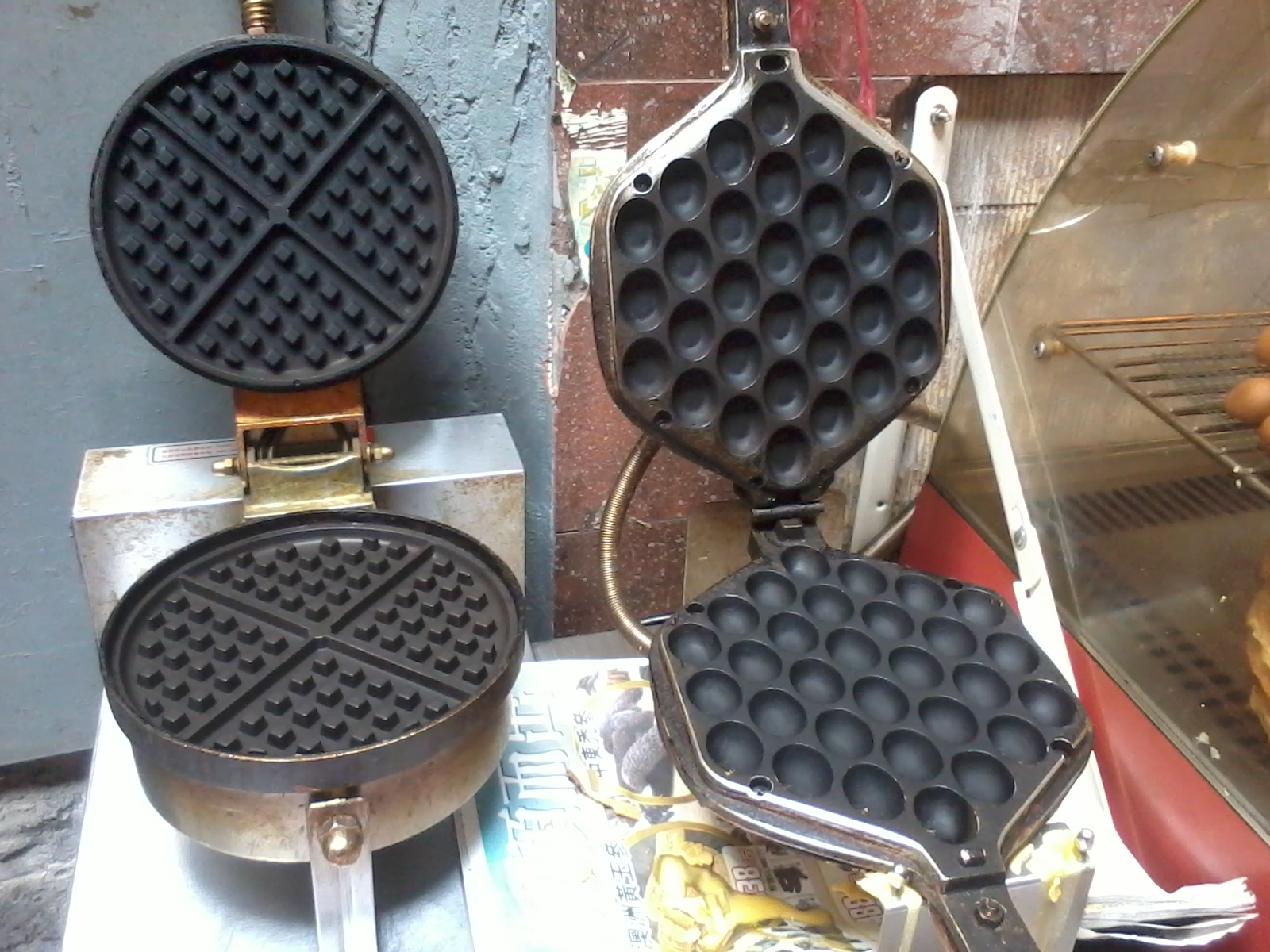

Bánh trứng gà non được làm từ đường, trứng nhào bột và nướng trên vỉ nướng là một loại chảo rán đặc biệt với ô tròn nhỏ (giống chảo æbleskiver nhưng số khuôn tròn nhiều hơn). Vỉ nướng được đặt trên than nóng, hoặc trên lò nướng điện. Bột được đổ lên chảo chiên đặc biệt và đun nóng; tạo hình trứng gà non. Để bánh được giòn thì cần lật chảo nhanh sau khi bột được đổ vào chảo. Làm như vậy sẽ cho bánh có hình trứng gà bên trên, bên dưới thì phẳng như bánh bình thường. Ngoài vị trứng bình thường còn có các vị khác như chocolate, trà xanh, gừng. Phần lớn bột làm bánh là bột mì hoặc bột lên men.

## Các hương vị hiện đại
Ngoài vị trứng truyền thống của Hong Kong, bánh trứng gà non được biến tấu đi rất nhiều trên thế giới. Rất dễ để thấy bánh trứng gà non có vị trà xanh, sô-cô-la, phô mai hoặc khoai môn, ngoài ra món bánh này còn được dùng như món tráng miệng ăn kèm với cà rem.